# Myndus kotoshonis
Myndus kotoshonis är en insektsart som beskrevs av Matsumura 1940. Myndus kotoshonis ingår i släktet Myndus och familjen kilstritar. Inga underarter finns listade i Catalogue of Life.